# Oyala
Oyala est une ville de Guinée équatoriale, officiellement rebaptisée Ciudad de la Paz en 2017 (également connue sous le nom de Djibloho), en langue française Ville de la Paix, une ville conçue pour être la future capitale de la Guinée équatoriale, au lieu de l'actuelle Malabo. Le gouvernement a déménagé dans la nouvelle ville en février 2017, première étape du transfert du centre du pouvoir vers le continent du pays équato-guinéen. C'est une ville planifiée dont la construction devrait s'achever à une date indéterminée (bien que sa fondation soit prévue pour 2020) dans un lieu choisi pour son accès facile et son climat tempéré.
Ce village au bord du fleuve Wele entouré par la forêt a été choisi pour devenir un « pôle administratif et universitaire » dans l'est du pays et subit donc actuellement d'importants travaux de développement. À terme, elle devrait couvrir près de 32 000 hectares et accueillir 65 000 habitants. Le coût du projet est inconnu, et la livraison de l’ensemble de la ville ne devrait se faire que d'ici une vingtaine d'années.

## Architecture de la ville
Les quartiers nord seront ceux dédiés aux administrations, aux édifices publics, et au logements des fonctionnaires. 

### Infrastructures prévues
- Le campus universitaire accueillera 10 000 étudiants répartis sur 14 facultés. Les quartiers au sud accueilleront les habitants, ainsi qu'une zone industrielle et technologique.
- Un complexe dévolu au tourisme d'affaire international, aux congrès et aux loisirs est également prévu dans ce secteur.
- Une route périphérique, ainsi qu'une quatre-voies vers Bata sont prévues[2].
- Une piste de formule 1 est envisagée[3]

### Entreprises engagées
Les infrastructures engagées suivantes sont prévues :
- Schéma directeur, urbanisme, routes, voiries et réseaux : Egis Route, Vinci
- Route périphérique : ARG
- Ponts : Vinci, Bouygues, Besix, General Works
- Bâtiments : Piccini
- Universités : Unicon
- Parlement régional : Summa
- Palais présidentiel : Seguibat